# Tempelj olimpskega Zevsa (Atene)
Tempelj olimpskega Zevsa (grško Ναός του Ολυμπίου Διός, Naos tou Olympiou Dios), znan tudi pod imenom Olimpejon ali Stebri olimpskega Zevsa, je antični spomenik v Atenah v Grčiji in nekdanji kolosalni tempelj v središču grške prestolnice. Bil je posvečen Zevsu. Ime izhaja iz njegovega položaja vodje olimpskih bogov. Gradnja se je začela v 6. stoletju pred našim štetjem v času vladavine atenskih tiranov, ki so predvidevali gradnjo največjega templja v antičnem svetu, vendar pa ni bil dokončan do vladavine rimskega cesarja Hadrijana v 2. stoletju n. št.,, to je približno 638 let po začetku projekta. V rimskem obdobju je bil tempelj, ki je vseboval 104 kolosalne stebre, znan kot največji tempelj v Grčiji in je imel v antičnem svetu enega največjih kultnih kipov.
Slava templja je bila kratkotrajna, saj je bil v času 3. invazije barbarov v 3. stoletju oplenjen, kar je bilo le približno stoletje po njegovem končanju. Verjetno ni bil nikoli popravljen in se je kasneje spremenil v ruševine. V stoletjih po padcu rimskega imperija je služil kot kamnolom za gradbeni material pri drugih projektih v mestu. Kljub temu je ohranjen velik del templja še danes, zlasti šestnajst prvotnih ogromnih stebrov in je še vedno del zelo pomembnega grškega arheološkega najdišča.

## Zgodovina

### Klasično in helenistično obdobje
Tempelj se nahaja približno 500 m jugovzhodno od Akropole in približno 700 m južno od središča Aten, na Trgu Syntagma. Njegovi temelji so bili postavljeni na mestu antičnega svetišča, posvečenega Zevsu. Prvotni tempelj, ki ga je zgradil tiran Pejzistrat okrog 550 pr. n. št. je bil po njegovi smrti porušen, njegova sinova Hipij in Hiparh pa sta začela graditi kolosalen nov tempelj olimpskega Zevsa okoli leta 520 pr. n. št.. Poskušali so preseči dva takrat znamenita templja, Herajon na Samosu in Artemidin tempelj v Efezu, ki je bil eno od sedmih čudes antičnega sveta. Oblikovali so ga arhitekti Antistat, Kaleshra, Antimah in Pornij, zgrajen je iz lokalnega apnenca v dorskem slogu na ogromni ploščadi, ki meri 41 m  krat 108 m. Ob straneh je imel dvojno kolonado po osem stebrov spredaj in zadaj in po enaindvajset na daljših straneh, ki so obkrožali celo.
Delo je bilo opuščeno, ko je bila tiranija zrušena in je bil Hipij izgnan leta 510 pr. n. št. Dokončana je bila samo ploščad in nekateri elementi stebrov, in tako je ostal 336 let. Med leti atenske demokracije je bil tempelj nedokončan očitno zato, ker so Grki mislili, da je v takšni meri zgrajen. V Aristotelovi razpravi Politiká je citiral tempelj kot primer, kako so tirani zamotili prebivalstvo velikega dela države (kot bel slon) in jim niso pustil časa, energije ali sredstev za uporništvo. 
Šele leta 174 pr. n. št. je selevkidski kralj Antioh IV. Epifan, ki se je predstavljal kot zemeljsko utelešenje Zevsa, oživel projekt in najel rimskega arhitekta Decimusa Cossutiusa. Oblika je bila spremenjena tako, da je imela tri vrste po osem stebrov na sprednjem in zadnjem delu templja in dvojno vrsto po dvajset na straneh, skupno 104 stebre. Visoki so bili 17 m, s premerom 2 m. Gradbeni material je bil spremenjen v drag, vendar visokokakovosten pentelikonski marmor in iz dorskega v korintski slog, kar je bilo prvič, da je bil ta slog uporabljen na zunanjosti velikega templja. Vendar se je projekt spet ustavil leta 164 pr. n. št. z Antiohovo smrtjo. Tempelj je bil še vedno le polovično zaključen.
Serijo poškodb na delno zgrajenem templju je leta 86. let pr. n. št. povzročil Lucius Cornelius Sula. Med plenjenjem mesta je Sula zasegel nekatere nepopolne stebre in jih odpeljal v Rim, kjer so bili ponovno uporabljeni v Jupitrovem templju na Kapitolskem griču. Medel poskus za dokončanje templja je bil narejen v času vladavine Avgusta kot prvega rimskega cesarja, vendar pa še ni bil končan do Hadrijanovega prihoda v 2. stoletju, ki je projekt dokončno končal okoli 638 let po začetku.
V letih 124-125 n. št., ko je velik ljubitelj helenistične kulture, Hadrijan obiskal Atene, se je začel obsežen gradbeni program, ki je vključeval zaključek templja olimpskega Zevsa. Okoli templja je bil zgrajen zidana marmornat obod, in tako postal predmet osrednje pozornosti antičnega mesta. Cossutijevo oblikovanje je bilo uporabljeno z nekaj spremembami, tempelj pa je formalno posvetil Hadrijan leta 132, ki je v spomin na to priložnost prevzel naziv "Panhellenios".  Tempelj in okoliški predel so krasili številni kipi, ki prikazujejo Hadrijana, bogove in osebnosti rimskih provinc. Za zgradbo so ljudje v Atenah v čast cesarjevih velikodušnosti postavili ogromen kip Hadrijana. Enako ogromen krizelefantinski kip Zevsa je zasedel celo v templju. Oblika kipa je bila nenavadna, saj je bila uporabljena tehnika v tistem času obravnavana kot arhaična. Ugotovljeno je bilo, da Hadrijan namerno posnemal znani Fidijev kip Atene Partenos v Partenonu in si prizadeval opozoriti na tempelj in sebe. 
Tempelj olimpskega Zevsa je bil močno poškodovan med plenjenjem Herulijev v Atenah leta 267. Ni verjetno, da bi ga popravili glede na obseg škode v preostalem delu mesta. Ob predpostavki, da ni bil opuščen, bi ga gotovo zaprl krščanski cesar Teodozij II. leta 425, ko je prepovedal čaščenje starih rimskih in grških bogov. Material iz (verjetno zdaj uničene) stavbe je bil uporabljen v baziliki, zgrajeni v bližini v 5. ali 6. stoletju. 

### Srednji vek in sodobnost
V naslednjih stoletjih je bil tempelj sistematično porušen, da bi zagotovil gradbeni materiali in materiale za hiše in cerkve srednjeveških Aten. Do konca bizantinskega obdobja je bil skoraj popolnoma uničen; ko je Ciriaco de 'Pizzicolli (Cyriacus iz Ancona) leta 1436 obiskal Atene, je našel le 21 od prvotnih 104 stebrov, ki so še vedno stali. Usodo enega od stebrov je zabeležil z grškim napisom na enem od ohranjenih, kjer je navedeno, da je 27. aprila 1759 steber podrl. To se nanaša na turškega guvernerja Aten, Tzisdarakisa, za katerega je zapisal kroničar, da je »uničil enega od Hadrijanovih stebrov s smodnikom«, da bi ponovno uporabil marmor za izdelavo obloge mošeje, ki jo je gradil v okrožju Monastiraki. V času osmanskega cesarstva je bil tempelj poznan kot Hadrijanova palača, Turki pa so ga imenovali Belkisina palača po turški legendi, ko naj bi bil tempelj rezidenca Salomonove žene.
Petnajst stebrov danes stoji, šestnajsti leži na tleh, kamor je padel med nevihto leta 1852. Nič ni ostalo od cele ali velikega kipa v njej.
Tempelj so izkopavali leta 1889-1896 Francis Penrose iz Britanske šole v Atenah (ki je imel tudi vodilno vlogo pri obnovi Partenona), leta 1922 nemški arheolog Gabriel Welter in v 1960-ih grški arheologi pod vodstvom Ioannesa Travlosa. Tempelj, skupaj z okoliškimi ruševinami drugih antičnih objektov, je zgodovinski predel, ki ga upravlja Ephorate antiquities grškega ministrstva za notranje zadeve.
21. januarja 2007 je skupina grških poganov ob templju organizirala slovesnost čaščenja Zevsa. Dogodek je organiziral Ellinais, organizacija, ki je jeseni 2006 dobila sodno bitko za pridobitev priznanja starih grških verskih obresov.